# Beaglebone

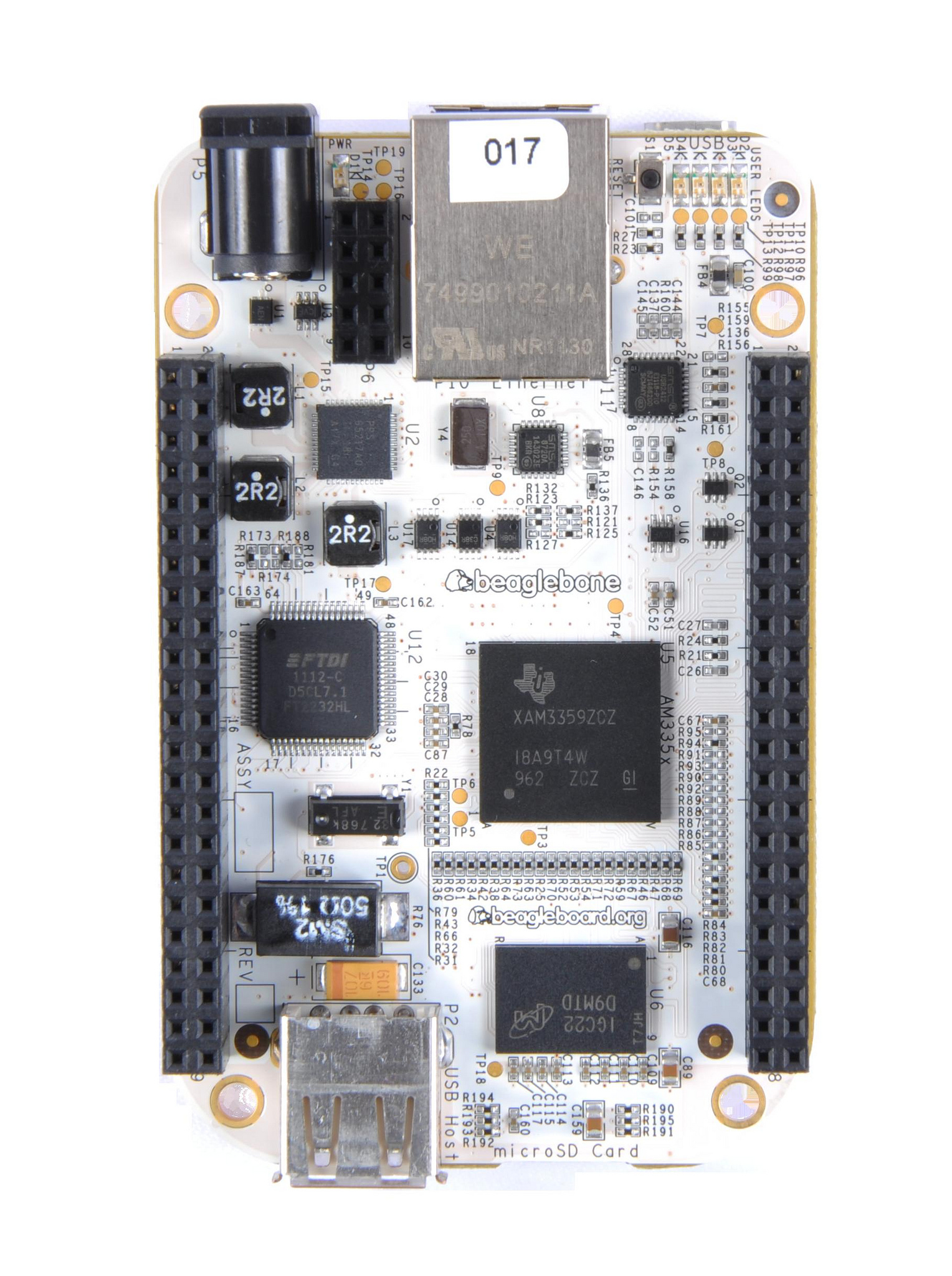
BeagleBone

BeagleBone és un ordinador petit de la mida d'una targeta de crèdit, dins del projecte BeagleBoard de la companyia Texas Instruments. Malgrat les dimensions es pot executar un sistema operatiu, com podria ser Linux/Android 4.0. La seva principal diferència amb Arduino és que pot executar un petit sistema operatiu, és pràcticament un mini ordinador on es poden executar programes sobre aquests sistemes operatius. BeagleBone està dissenyat per a funcionar a un nivell molt més alt i té molta més capacitat de procés que Arduino.